# 张光旭
张光旭（1898年1月—1973年5月12日），原名家聪，字位福，英文名Kwang-Hsu Michael Chang，中華聖公會福建教區第一位華人正主教。
1898年（清光绪二十四年），张光旭出生于福建省罗源县飞竹乡洋头村，父亲张有信是一名圣公会教徒。张光旭8岁时随父迁居古田，进入圣公会培英小学读书，由于成绩优异，为英籍教师所欣赏，授以英文，因此少年时英语即很流利。1910年进入圣公会在福州仓山区所办的福州汉英书院（8年制，即三一中学前身）就读。1917年毕业后，任福州苍霞洲基督教青年会干事。1918年赴美国，留学于俄亥俄州哈尔兰学院和肯扬大学，攻读英国文学和神学，获肯扬大学哲学博士学位。1921年回国，任福州圣公会会吏，并受聘于福州三一学校任英语教员。1923年任福州圣公会会长，负责三一堂的传道工作。1938年，圣公会福建教区送张光旭赴英国牛津大学圣彼得学院攻读研究生，1940年获荣誉博士学位后回国，任福建省高级神学院主任，并继续在三一中学任教。1942年初，中华圣公会福建教区选举光旭为主教，1943年10月10日，在广西桂林圣约翰堂为其举行祝圣仪式，成为福建圣公会第一位华人主教（会督）。1944年9月福州第二次沦陷，张光旭率教区机构内迁古田县。1945年，抗战结束，中华基督教会、中华卫理公会、中华圣公会联合在福州创办福建协和神学院，张光旭出任董事长。1947年初，他又出任福建协和大学董事长。1948年，张光旭和郑和甫、陈见真3位中国籍主教代表中华圣公会赴英国参加兰柏会议（世界圣公会主教会议）和英国圣公会海外传教150周年纪念会。1949年春，张光旭访问美国圣公会，获哥伦比亚大学名誉神学博士学位。5月21日，张光旭从美国返回福州。
1950年，张光旭积极参加政治活动，在《福建日报》发表《批判“超政治”思想》一文，并带动圣公会福建教区座堂苍霞洲基督堂率先加入“三自”革新宣言签名运动，随后福建教区1万名信徒都参与签名，张光旭宣布福建教区与英国圣公会会断绝一切关系，并在全教区开展“控诉帝国主义利用宗教侵略中国罪行”的运动。此后张光旭历任福州市及福建省基督教“三自”爱国运动委员会主席。此外还先后被选为福建省第一届人民代表大会代表。1966年文化大革命开始，张光旭遭到批斗。1973年5月12日，因心肌梗塞，逝世于福州，终年75岁。